# El-Mokawloon El-Arab Sporting Club
El El-Mokawloon El-Arab Sporting Club (en árabe: نادي المقاولون العرب الرياضي‎), también conocido por su nombre traducido en inglés Arab Contractors Sporting Club, es un club de fútbol egipcio de la ciudad de Madīnat an-Naṣr. Fue fundado en 1973 por la empresa Arab Contractors y juega en la División 2 A, segunda división del fútbol egipcio. 
A lo largo de los años, el club ha producido algunos de los jugadores más famosos y talentosos de Egipto, incluidos Abdel Sattar Sabry, Mohamed Salah y Mohamed Elneny.

## Palmarés

### Torneos nacionales
- Primera División de Egipto (1): 1983
- Copa de Egipto (3): 1990, 1995, 2004
- Supercopa de Egipto (1): 2004

### Torneos internacionales
- Recopa Africana (3): 1982, 1983, 1996

## Participación en competiciones de la CAF
| Enfrentamientos | Enfrentamientos              | Enfrentamientos  | Enfrentamientos        | Enfrentamientos | Enfrentamientos | Enfrentamientos |
| Temporada       | Torneo                       | Ronda            | Rival                  | Casa            | Visita          | Global          |
| --------------- | ---------------------------- | ---------------- | ---------------------- | --------------- | --------------- | --------------- |
| 1982            | Recopa Africana              | Primera Ronda    | Hay Al-Arab            | 3-1             | 1-1             | 4-2             |
| 1982            | Recopa Africana              | Segunda Ronda    | GD Maputo              | 3-2             | 2-0             | 5-2             |
| 1982            | Recopa Africana              | Cuartos de final | Africa Sports National | 3-0             | 0-2             | 3-2             |
| 1982            | Recopa Africana              | Semifinales      | Hearts of Oak          | 1-1             | 2-1             | 3-2             |
| 1982            | Recopa Africana              | Final            | Power Dynamos          | 2-0             | 2-0             | 4-0             |
| 1983            | Recopa Africana              | Primera Ronda    | Vital'O                | 6-1             | 0-0             | 6-1             |
| 1983            | Recopa Africana              | Segunda Ronda    | Kampala Capital City   | 2-2             | 2-2             | 4-4 (3-1 p.)    |
| 1983            | Recopa Africana              | Cuartos de final | CAPS United            | 2-0             | 1-2             | 3-2             |
| 1983            | Recopa Africana              | Semifinales      | Horoya AC              | 3-0             | 1-0             | 4-0             |
| 1983            | Recopa Africana              | Final            | OC Agaza               | 0-0             | 1-0             | 1-0             |
| 1984            | Recopa Africana              | Primera Ronda    | Horseed FC             | 7-0             | 0-2             | 7-2             |
| 1984            | Recopa Africana              | Segunda Ronda    | Al-Merrikh             | 2-0             | 0-0             | 2-0             |
| 1984            | Recopa Africana              | Cuartos de final | Villa                  | 1-0             | 1-2             | 2-2 (v.)        |
| 1984            | Recopa Africana              | Semifinales      | Al-Ahly                | 1-1             | 0-0             | 1-1 (v.)        |
| 1991            | Recopa Africana              | Primera Ronda    | Renaissance FC         | 3-0             | 1-0             | 4-0             |
| 1991            | Recopa Africana              | Segunda Ronda    | Kampala Capital City   | 2-0             | 0-1             | 2-1             |
| 1991            | Recopa Africana              | Cuartos de final | Inter Star             | 0-0             | 0-0             | 0-0 (4-5 p.)    |
| 1996            | Recopa Africana              | Primera Ronda    | Rayon Sport            | 2-1             | 0-0             | 2-1             |
| 1996            | Recopa Africana              | Segunda Ronda    | Simba                  | 2-0             | 1-3             | 3-3 (v.)        |
| 1996            | Recopa Africana              | Cuartos de final | FUS Rabat              | 1-0             | 0-0             | 1-0             |
| 1996            | Recopa Africana              | Semifinales      | Canon Yaoundé          | 2-1             | 1-1             | 3-2             |
| 1996            | Recopa Africana              | Final            | AC Sodigraf            | 4-0             | 0-0             | 4-0             |
| 1997            | Recopa Africana              | Primera Ronda    | Mumias Sugar           | 2-0             | 0-0             | 2-0             |
| 1997            | Recopa Africana              | Segunda Ronda    | Nchanga Rangers        | 3-0             | 1-2             | 4-2             |
| 1997            | Recopa Africana              | Cuartos de final | Étoile du Sahel        | 2-2             | 0-2             | 2-4             |
| 2005            | Copa Confederación de la CAF | Primera Ronda    | Banks                  | 3-1             | 0-0             | 3-1             |
| 2005            | Copa Confederación de la CAF | Segunda Ronda    | Al-Merrikh             | 3-0             | 1-3             | 4-3             |
| 2005            | Copa Confederación de la CAF | Tercera Ronda    | Africa Sports National | 3-0             | 0-0             | 3-0             |
| 2005            | Copa Confederación de la CAF | Fase de grupos   | Dolphins               | 0-1             | 1-2             | 3º lugar        |
| 2005            | Copa Confederación de la CAF | Fase de grupos   | 105 Libreville         | 2-1             | 0-1             | 3º lugar        |
| 2005            | Copa Confederación de la CAF | Fase de grupos   | Ismaily                | 2-3             | 1-0             | 3º lugar        |
| 2020-21         | Copa Confederación de la CAF | Ronda Preliminar | Arta/Solar7            | 9-1             | 1-0             | 10-1            |
| 2020-21         | Copa Confederación de la CAF | Primera Ronda    | Étoile du Sahel        | 0-0             | 1-2             | 1-2             |

## Jugadores

### Equipo 2019-20

#### Altas y bajas 2019-20 (verano)
| Altas              | Altas          | Altas               | Altas               | Altas        |
| Jugador            | Posición       | Procedencia         | Tipo                | Costo        |
| ------------------ | -------------- | ------------------- | ------------------- | ------------ |
| Kufre Ebong        | Delantero      | Al-Ahly Benghazi    | Traspaso libre.     | --           |
| Shokry Naguib      | Delantero      | Ismaily             | Cesión.             | --           |
| Ibrahim Adel       | Defensa        | Smouha              | Traspaso.           | No revelado. |
| Abdallah Yaisien   | Centrocampista | Paris Saint-Germain | Traspaso libre.     | --           |
| Abdelrahman Farouk | Defensa        | El-Entag El-Harby   | Fichaje definitivo. | --           |
| Mohamed Essam      | Centrocampista | Górnik Łęczna       | Fichaje definitivo. | --           |
| Mohamed Salem      | Delantero      | El-Dakhleya SC      | Traspaso libre.     | --           |

| Bajas         | Bajas     | Bajas                   | Bajas            | Bajas        |
| Jugador       | Posición  | Procedencia             | Tipo             | Costo        |
| ------------- | --------- | ----------------------- | ---------------- | ------------ |
| Islam Fouad   | Delantero | Agente libre            | Fin de contrato. | --           |
| Karim El Deeb | Defensa   | Al-Ittihad Al-Iskandary | Traspaso.        | No revelado. |